# Botanischer Garten Padua
Der Botanische Garten von Padua, italienisch Orto Botanico di Padova, wurde 1545 als weltweit erster botanischer Garten angelegt. Seither dient er der Anzucht von (Heil-)Pflanzen und der wissenschaftlichen Forschung für die Lehrenden und Studierenden der Universität von Padua, Italien. Das kreisförmige und von einem Wasserring umgebene zentrale Gelände blieb weitgehend unverändert erhalten und wurde 1997 in die Liste der UNESCO-Welterbe aufgenommen. Heute erstreckt sich der nach wie vor zur Universität Padua gehörende Lehrgarten über eine Fläche von 22.000 m². Jüngstes Projekt ist der 2014 eröffnete Garten der Biodiversität. Der Botanische Garten von Padua gilt als der älteste Universitätsgarten der Welt.

## Geschichte

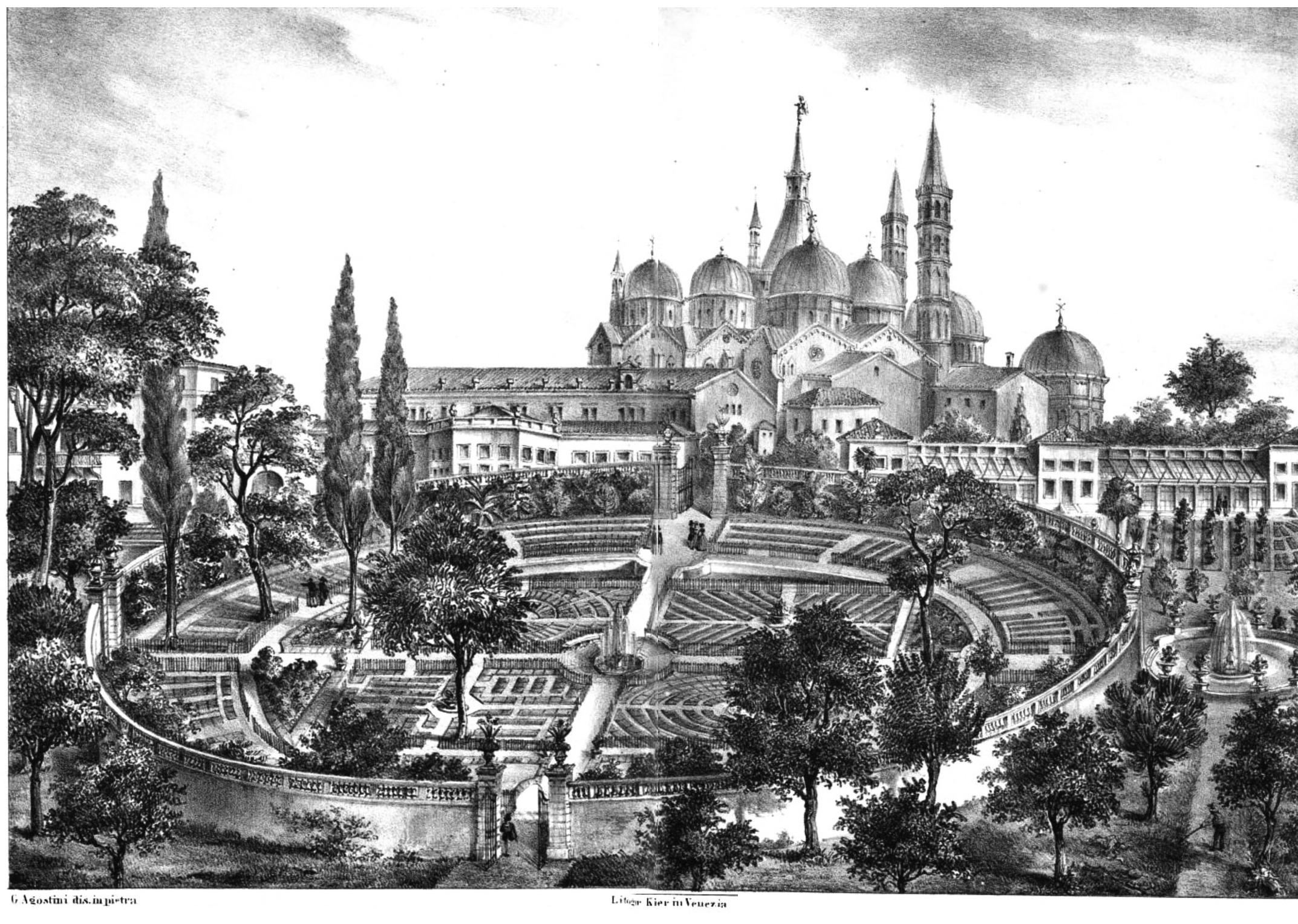
Der Botanische Garten von Padua (Orto dei semplici) in einem Druck aus dem 16. Jahrhundert

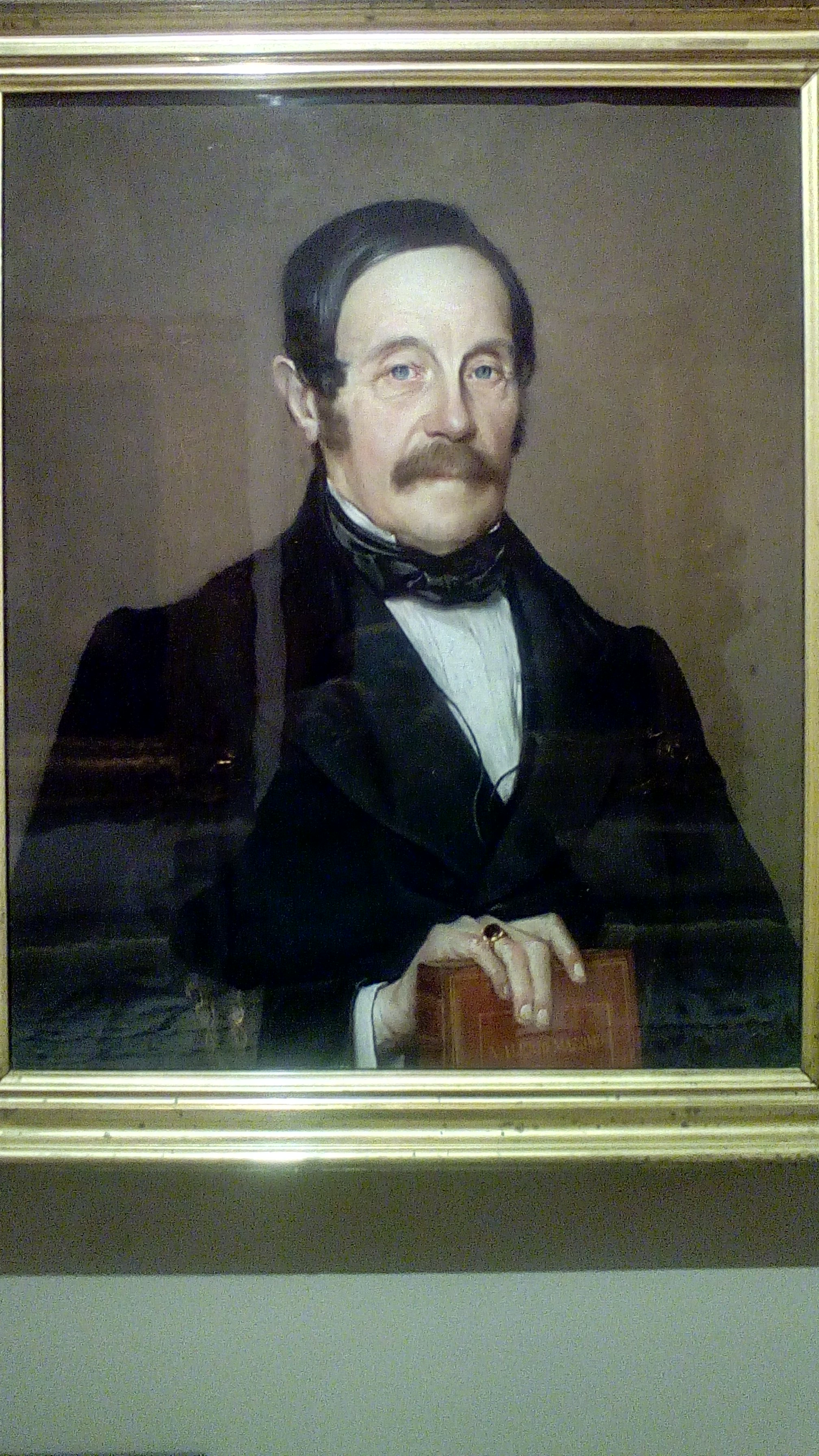
Roberto de Visiani, Direktor des Gartens von 1837–1878

1533 gründete Francesco Bonafede (1474–1558), das Studium der Pharmakologie, damals „Lectrum Simplicium“ genannt, an der Universität Padua.
Der Botanische Garten von Padua wurde vom Senat der Republik Venedig gegründet. Er wurde auf dem Gelände des Benediktinerklosters Santa Giustina nach dem Entwurf von Daniele Barbaro von dem Architekten Andrea Moroni in der Nähe der Basilika Santa Giustina angelegt und ist in seinem Grundplan weitgehend unverändert.
Zum ersten Präfekten (Direktor) wurde Luigi Anguillara am 18. August 1546 ernannt.
1554 war der Bau der ursprüngliche Anlage abgeschlossen. Ihre erste wichtige Funktion war die Anzucht von Heilpflanzen (Horto dei semplici) und die Bereitstellung von Anschauungsmaterial zur Ausbildung der Studenten, die Heilpflanzen von ähnlich aussehenden Pflanzenarten sicher unterscheiden sollten.
Die Pflanzensammlungen wurden kontinuierlich erweitert mit Arten aus der ganzen Welt, besonders solchen, mit denen Venedig Handel trieb. Dadurch erhielt Padua die Hauptrolle bei der Einführung und dem Studium von exotischen Pflanzen, ergänzt mit einem Herbarium und einer wissenschaftlichen Bibliothek. Sieben Jahre nach seiner Gründung umfasste er 1500 Pflanzenarten. 1565 wurde hier erstmals in Europa ein Flieder gezüchtet, 1568 erstmals in Europa Sonnenblumen. Auch die erste Kartoffel in Europa wurde hier gezüchtet.
1837 wurde Roberto de Visiani 14. Direktor des Botanischen Gartens Padua. Die Leitung des Gartens hatte der aus Dalmatien gebürtige Visiani bis 1878 inne. Unter Visiani wurde in Kooperation mit bedeutenden Botanikern (u. a. Paul Ascherson, Joseph Karl Maly, Josif Pančić, Jozsef Pantocsek, Otto Sendtner) die Flora Dalmatica als Lebenswerk Visianis über die Flora im Königreich Dalmatien im Botanischen Garten Padua zentral betreut. Hierüber wurde Visiani sowie seine Lehreinrichtung eine der führenden botanischen Sammlungen des 19. Jahrhunderts in Europa. Visiani hatte über 1.000 neue taxonomische Namen und 600 neue Arten beschrieben. Seine Arbeit ist in Umfang und Bedeutung eine der herausragenden der europäischen Botanik im 19. Jahrhundert. Das Botanische Museum des Botanischen Gartens beherbergt bis heute das Herbarium der Flora Dalmatica, in der sich über 10.000 Einträge finden. Hierin sind auch die Belege der mit Visiani kooperierenden Botaniker aus Deutschland, Österreich-Ungarn und Serbien erhalten. Im Falle Paul Ascherson, dem damaligen Direktor des Botanischen Gartens in Berlin, überdauerten die Belege in Padua, während sie durch die Ausbombung des Berliner Herbars 1943 dort verloren gegangen sind. Unter anderen finden sich in der als abgeschlossenen Sammlung katalogisierten Herbar Visianis viele Typbelege, wie sie beispielsweise durch die botanisch bedeutenden Aufsammlungen aus dem vormals unbearbeiteten Orjen, dem höchsten und bedeutendsten Gebirge Dalmatiens aus den Expeditionen 1840, 1863, 1864, 1868 durch Franz Neumayer, Jozsef Pantocsek, Josif Pančić und Paul Ascherson in der Vollendung der Flora Dalmatica Visiani zuflossen. Visiani selbst konnte den Orjen trotz langer Planung nicht mehr besuchen.
Heute dient die Einrichtung der Ausbildung der Biologie- und Pharmaziestudenten, der Forschung und dem Erhalt von seltenen Arten. Im Botanischen Garten sind 400 000 getrocknete Belegexemplare gesammelt. 1997 wurde der Botanische Garten in die Liste der Welterbe der UNESCO aufgenommen.

## Anlage
Die ovale Anlage hat vier Tore aus dem 16. Jahrhundert, die von schmiedeeisernen exotischen Pflanzen umrankt sind. Die konzentrischen Wege führen an geometrisch um die Fontäne angelegten Beeten vorbei. Auf dem Gelände des botanischen Gartens befindet sich ein pharmakologisches Museum sowie eine Bibliothek mit Schriften aus dem 15. Jahrhundert zu seiner Entwicklung.

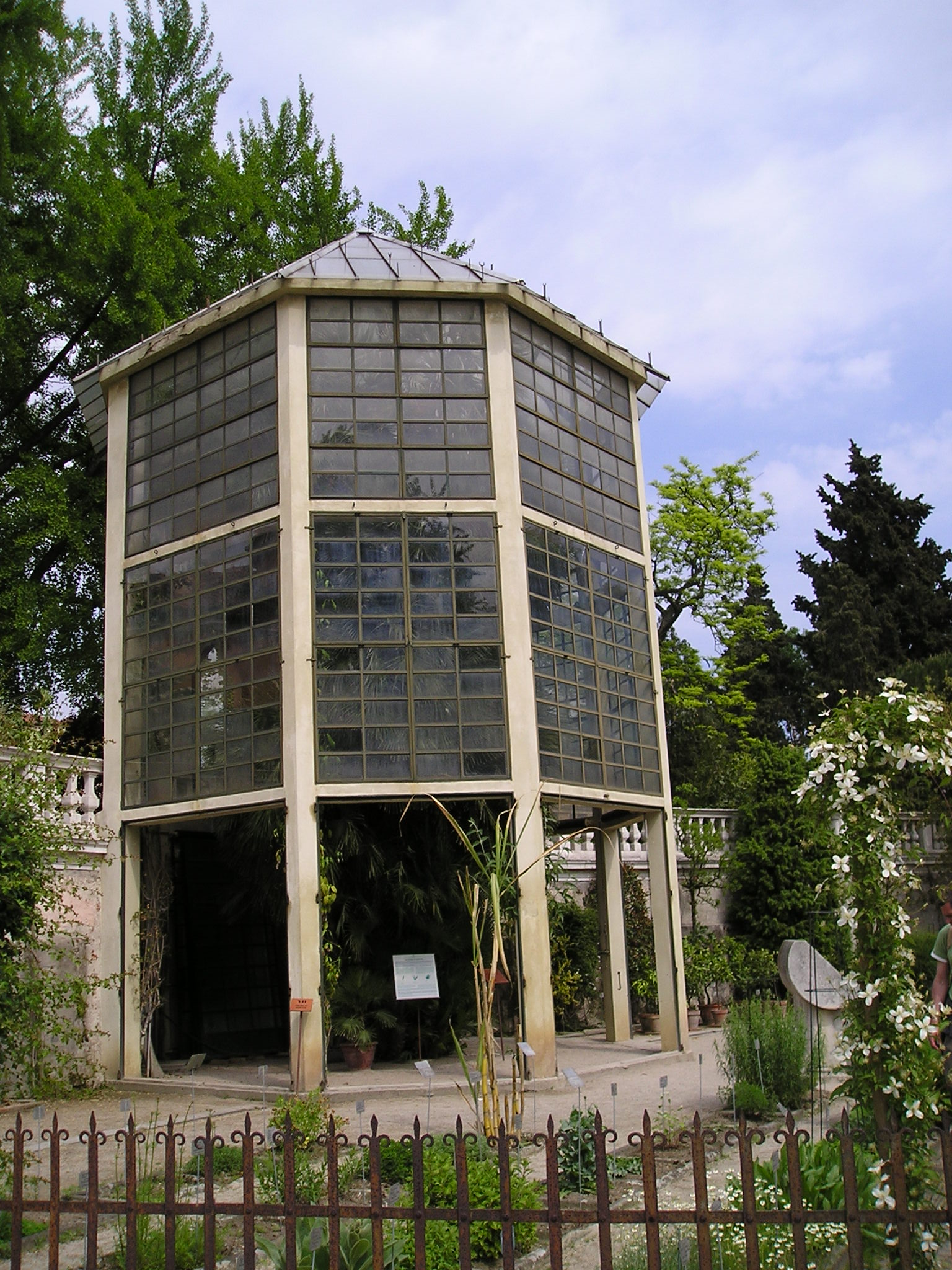
Das „Goethe-Palme“-Gewächshaus

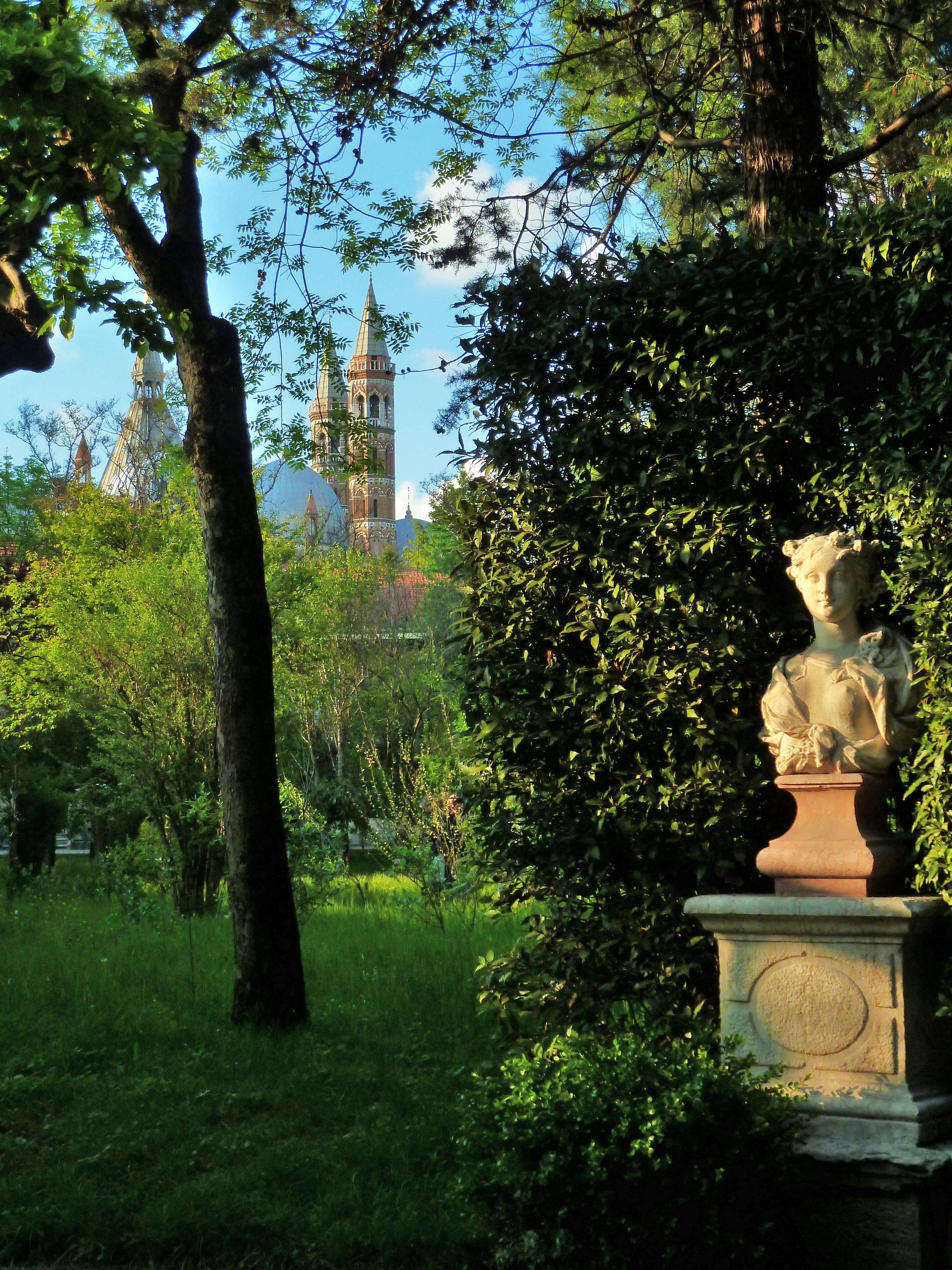
Im Botanischen Garten von Padua, im Hintergrund die Basilika des hl. Antonius

## Besondere Pflanzen
Bis 1984 beherbergte der Garten ein Exemplar des Mönchspfeffers (Vitex agnus-castus), das es mindestens seit 1550 gegeben haben soll. Zurzeit ist die älteste Pflanze eine Zwergpalme (Chamaerops humilis var. arborescens), die 1585 gepflanzt wurde und „Goethe-Palme“ genannt wird, weil Johann Wolfgang von Goethe sie in seiner „Geschichte meines botanischen Studiums“ 1817/1831 erwähnte; diese Palme befindet sich in einem kleinen Gewächshaus im Hortus Sphaericus, in dem sich auch ein 19 Meter hoher Ginkgo von 1750 und eine Magnolie aus der Mitte des 17. Jahrhunderts befinden, die als älteste Exemplare dieser Arten in Europa gelten. Eine sehr große Platane im Arboretum stammt von 1680; sie hat einen hohlen Stamm durch einen Blitzschlag.

## Sammlungen
Da es nur wenige Gewächshäuser gibt, stehen fast alle Pflanzen im Freien. Die derzeit kultivierten 6000 Pflanzenarten sind nach unterschiedlichen Gesichtspunkten geordnet. Die systematische Sammlung in den vier großen zentralen Beeten folgt der erstmals 1924 publizierten Systematik der Pflanzen nach Engler, das heißt der phylogenetischen Verwandtschaft der Pflanzenfamilien.
Vier thematische Sammlungen haben das Ziel, die Aufmerksamkeit der Besucher auf sich lenken sowie ihre Beobachtung anzuregen:
- Fleischfressende Pflanzen: Diese Pflanzen können stickstoff- und mineralsalzarme Umgebungen besiedeln, indem sie den Nährstoffmangel durch die Aufnahme von Insekten und Gliedertieren ausgleichen.
- Heil- und Giftpflanzen: Neben historischen Heilpflanzen, denen heute kein therapeutischer Nutzen mehr zugesagt wird, finden sich in dieser Abteilung auch Arten, aus denen Moleküle für die pharmazeutische Industrie gewonnen werden. Bei den Giftpflanzen ist der Grad der Gefährlichkeit durch ein bis drei Kreuze angezeigt.
- Pflanzenarten der Euganeischen Hügel: Südwestlich von Padua wachsen auf einer Höhe von 300 bis 500 Meter über dem Meeresspiegel neben den klassischen mediterranen auch einige untypische Arten. Im Garten werden seltene oder in ihrem Fortbestand bedrohte Arten des Triveneto kultiviert.
- Importierte Pflanzen: Durch den Austausch von Saatgut und Setzlingen spielt der botanische Garten von Padua seit jeher eine wichtige Rolle bei der Einführung und Eingewöhnung exotischer Arten.

## Habitate
Mehrere Anlagen stellen die unterschiedlichen Habitate der Pflanzenwelt dar:
- Mediterrane Macchie (Maquis): Küstenvegetation des Mittelmeergebietes mit einem von heißen Sommern und milden Wintern geprägten Klima
- Alpinum: Felsenanlage mit typischer Alpen-Vegetation und Torfmoor mit sauren Boden liebenden Pflanzen
- Süßwasser-Habitat: Wasserpflanzen (Hydrophyten) in zahlreichen Becken innerhalb und außerhalb der Ringmauer
- Trockengebiete: Im Winter sukkulente Pflanzen im Gewächshaus, im Sommer ein Wüsten-Habitat im Freien
- Tropen-Habitat: Orchideen-Gewächshaus mit Pflanzenarten aus tropischen Regenwäldern

## Garten der Biodiversität

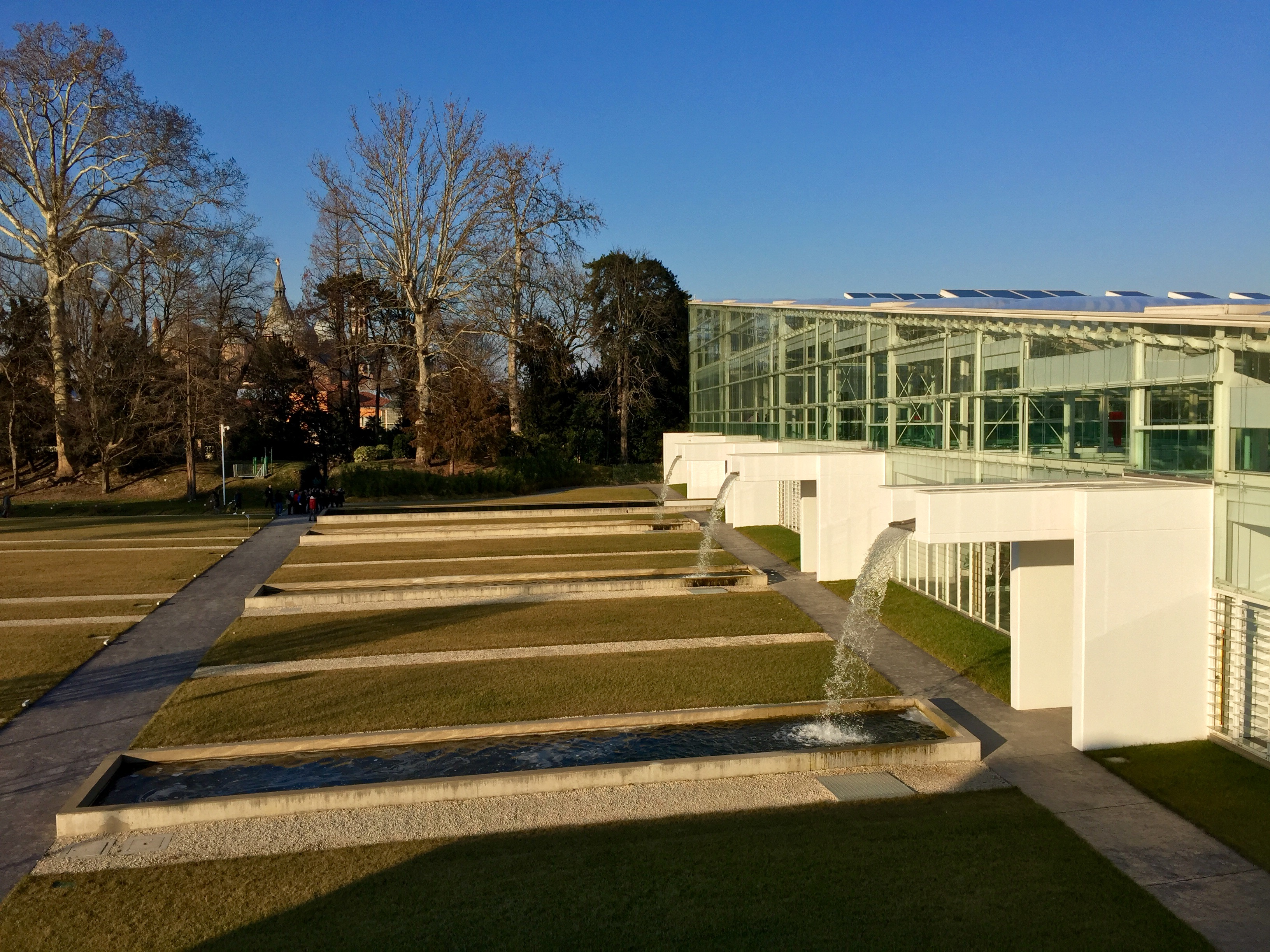
Garten der Biodiversität

Im Oktober 2014 wurde eine 30 Meter breite Gewächshausanlage als Erweiterung des historischen Gartens eröffnet. Die Kosten für die moderne, ressourcenschonende Anlage betrugen 20 Millionen Euro. Im Garten der Biodiversität sind etwa 1300 Pflanzenarten vegetationsgeografisch angeordnet.